# Pakize Tarzi
Pakize Izzet Tarzi (Aleppo, 1910 – Istanbul, 10 ottobre 2004) è stata un medico turco, nota per essere stata la prima ginecologa donna del suo Paese.

## Biografia
Pakize Izzet nacque nel 1910 ad Aleppo, all'epoca parte dell'Impero ottomano. Era figlia di Saltik Bey Tarzi, ispettore generale della Banca Ziraat di Aleppo e aveva almeno una sorella maggiore. Visse ad Aleppo fino alla caduta della città in mano inglese nel 1918, poi si trasferì prima ad Adana e poi, quando anche Adana fu conquistata, dai francesi, a Konya.  
Frequentò il liceo femminile Sörler Okulu, dopodiché la sua famiglia dovette fuggire di nuovo a causa della rivolta di Konya del 6 ottobre 1920, in cui sua sorella maggiore perse la vita e suo zio paterno fu imprigionato. Si rifugiarono a Bursa, dove Pakize, favorita dalle riforme su modello occidentale in materia di istruzione femminile messe in atto in quelli anni, si iscrisse alla facoltà di medicina al Bursa American Girls College, e successivamente si specializzò in fisica e chimica a Istanbul, laureandosi nel 1932. La sua famiglia le fu di supporto, accettando anche di trasferirsi a Istanbul con lei per farla studiare. Prese parte a progetti di istologia, collaborazione con studenti esteri e a un progetto del presidente della nuova Repubblica di Turchia, Mustafa Kemal Ataturk, sulla sensibilizzazione riguardo la salute delle donne nei villaggi anatolici.  
Dopo la laurea, iniziò a lavorare alla Haseki Gynecology Clinic, diretta da Wilhelm Liepmann, e fu la prima donna a raggiungere il grado di assistente universitaria. Non riuscì però a superare l'esame previsto per divenire professore associato.  
Dopo essersi sposata nel 1935 visse ed esercitò per un periodo a Roma insieme al marito, ma decide di rientrare nel suo Paese dopo qualche anno.  
Il 21 luglio 1949 divenne la prima ginecologa donna della Turchia, inaugurando la prima clinica ginecologica privata del Paese, la "Pakize İ. Tarzi Kliniği", situata a Şişli, Istanbul. Diresse la clinica e lavorò come ginecologa e ostetricia fino al 1998, assistendo a migliaia di parti.  
All'epoca, era anche nota per essere stata, negli anni '30, la prima donna ad aver attraversato a nuoto il Bosforo. Fu inoltre fra le fondatrici della Società turca per la protezione degli animali e della sezione turca della Soroptimist International.  
Scrisse un libro di memorie e una sua intervista è contenuta nel libro di Necati Güngör "The Last Woman". 
Pakize Tarzi morì a Istanbul il 10 ottobre 2004, a novantaquattro anni.

## Vita privata
Pakize sposò, nel 1935, Fettah Tarzi, nipote di Soraya Tarzi, moglie del re afghano Amanullah Khan. Ebbero due figlie,  Fatma e Zeynep Tarzi, e un figlio, Mahmut Tarzi. 
Zeynep (n. 16 dicembre 1940) il 27 settembre 1991 sposò Şehzade Ertuğrul Osman, un membro dell'ex dinastia ottomana, nipote del sultano Abdülhamid II. Fu la sua seconda moglie, non ebbero figli e rimase vedova alla morte di Ertuğrul nel 2009.